# Степановський
Степановський (рос. Степановский) — хутір у складі Оренбурзького району Оренбурзької області, Росія.

## Населення
Населення — 1735 осіб (2010; 1643 у 2002).
Національний склад (станом на 2002 рік):
- росіяни — 79 %